# Saint-Christophe-à-Berry

Saint-Christophe-à-Berry este o comună în departamentul Ain, Franța. În 1 ianuarie 2022 avea o populație de 443 de locuitori.